# Zeven wonderen van België
De zeven wonderen van België of de zeven waardevolste van de Belgische kunst is een concept dat in de jaren zeventig van de twintigste eeuw werd gelanceerd om zeven vooraanstaande kunstvoorwerpen van het Belgische patrimonium beter voor het voetlicht te brengen. Er is daarbij gekozen voor een politiek correcte afspiegeling van de Belgische gewestelijke geografie: Drie stukken bevinden zich namelijk in Vlaanderen, drie in Wallonië en één in het Brusselse gewest. Naast deze geografische spreiding is er ook voor een chronologisch evenredige verdeling gekozen.
Bij het opmaken van de lijst werd het schilderij De val van Icarus doorgaans beschouwd als een autograaf van Bruegel. Later onderzoek wees echter uit dat het om een vroege kopie ging, gemaakt enkele decennia na zijn dood.
| Werk                               | Kunstenaar                                                           | Locatie                                                | Plaats    | Datering         | Afbeelding |
| ---------------------------------- | -------------------------------------------------------------------- | ------------------------------------------------------ | --------- | ---------------- | ---------- |
| Doopvont van Reinier van Hoei      | Reinier van Hoei                                                     | Sint-Bartolomeüskerk                                   | Luik      | tussen 1107-1118 |            |
| Reliekschrijn van Onze-Lieve-Vrouw | Nicolaas van Verdun                                                  | Schatkamer van de Onze-Lieve-Vrouwekathedraal          | Doornik   | 1205             |            |
| Kerkschat van Oignies              | Hugo van Oignies                                                     | Le Trésor du prieuré d'Oignies aux sœurs de Notre-Dame | Namen     | tussen 1228-1238 |            |
| Het Lam Gods                       | Jan en Hubert van Eyck                                               | Sint-Baafskathedraal                                   | Gent      | 1432             |            |
| Ursulaschrijn                      | Hans Memling                                                         | Memling in Sint-Jan - Hospitaalmuseum                  | Brugge    | 1489             |            |
| De val van Icarus                  | Een kopie van een origineel toegeschreven aan Pieter Bruegel de Oude | Koninklijke Musea voor Schone Kunsten van België       | Brussel   | ca. 1558         |            |
| Kruisafneming                      | Peter Paul Rubens                                                    | Onze-Lieve-Vrouwekathedraal                            | Antwerpen | 1611             |            |